# براد شيبرد
براد شيبرد (بالإنجليزية: Brad Shepherd)‏ هو كاتب أغاني أسترالي، ولد في 1 فبراير 1961 في سيدني في أستراليا.

## وصلات خارجية
- براد شيبرد على موقع ميوزك برينز (الإنجليزية)
- براد شيبرد على موقع ديسكوغز (الإنجليزية)